# UAZ-450
Der UAZ-450 (russisch УАЗ-450) ist ein Kleintransporter mit Allradantrieb des sowjetischen Herstellers Uljanowski Awtomobilny Sawod (kurz UAZ) aus Uljanowsk. Das Fahrzeug basiert auf dem Fahrgestell des Geländewagens GAZ-69 und wurde von 1958 bis 1965/66 in Serie gebaut. Insgesamt entstanden etwa 55.000 Exemplare, bevor das Modell von dem UAZ-452 abgelöst wurde, der noch heute produziert wird. Der UAZ-450 war, wie auch sein Nachfolger, Basis für diverse unterschiedliche Fahrzeuge und das erste selbst entwickelte Serienfahrzeug des Herstellers.

## Fahrzeuggeschichte

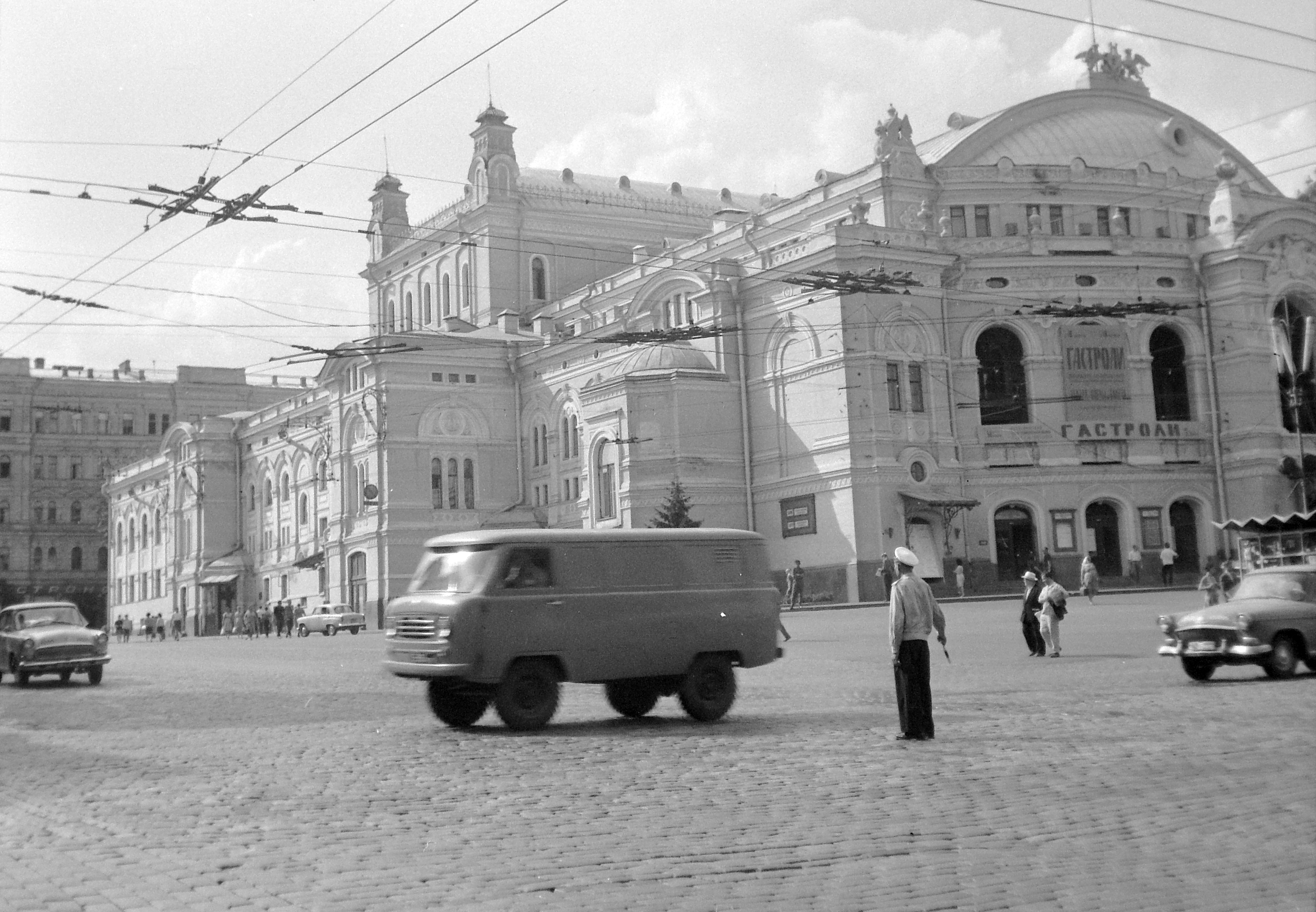
UAZ-450 als geschlossener Kastenwagen in Kiew (1965)

Die Entwicklung des UAZ-450 begann 1954. Ziel war es, einen geländegängigen Kleintransporter zu schaffen, der für verschiedene Einsatzbereiche nutzbar sein sollte. Dabei wurden zwei unterschiedliche Ansätze verfolgt. Beide Varianten basierten auf der Idee, den bereits in Serie produzierten Geländewagen GAZ-69 als Basis zu nutzen. Jedoch wurden unterschiedliche Entwürfe für die Karosserie entwickelt. So gab es den Ansatz den Geländewagen so weit wie möglich zu nutzen und die vorhandene Karosserie bis zur B-Säule beizubehalten. Die andere Variante war ein komplett neu konstruierter Frontlenker. Dieses Design war für sowjetische Verhältnisse neu, ebenso war es der erste Kleintransporter aus sowjetischer Fertigung und das Fahrzeugmodell, was das Uljanowski Awtomobilny Sawod selbst entworfen hatte und das auch zur Serienfertigung genehmigt wurde.
Als Fahrgestell wurde der Rahmen und alle wesentlichen Anbauteile des GAZ-69 übernommen, auch Motor und Getriebe. Der Vierzylinder-Ottomotor wurde jedoch von 82 auf 88 mm Zylinderdurchmesser aufgebohrt und leistet so 62 PS (46 kW). Das handgeschaltete Getriebe hat drei Vorwärtsgänge und einen Rückwärtsgang, wobei nur der zweite und dritte Gang synchronisiert sind. Das Moskauer Fahrzeuginstitut NAMI beteiligte sich an der Auslegung der Vorderachse und bestätigte, dass die vorgesehene Nutzlast von 800 kg technisch möglich war. Der Motor wurde in den Innenraum zwischen Fahrer- und Beifahrersitz verlegt. Außerdem wurden in der Planungsphase die zukünftigen Serienaufbauten des Fahrzeugs festgelegt und Prototypen entwickelt: Ein Modell als Krankenwagen, eines als geschlossener Kastenwagen, eines als Kleinbus und ein Modell als Pritschenwagen.
Im Herbst 1957 wurden die Prototypen in die Straßen- und Geländeerprobung übernommen. Die Probefahrten wurden bis nach Kasachstan und an den russischen Kältepol, Oimjakon, ausgedehnt. Außerdem wurde das Karakorum überquert und Erprobungen im Pamir vorgenommen. Die Fertigung begann leicht verzögert im April 1958. Gegenüber den ersten Prototypen erhielten die Serienfahrzeuge eine neue Kühlermaske und geänderte Karosserielinien. Bis Ende 1958 wurde die Fertigungskapazität des Werks in Uljanowsk soweit erhöht, dass 4000 der Kleintransporter pro Jahr gefertigt werden konnten. Vor 1960 hatten die Fahrzeuge eine geteilte Windschutzscheibe, danach eine einteilige. Bis 1964 wurden noch Teile der Karosserie aus Sperrholzplatten gefertigt, erst danach wurde zur Ganzmetallbauweise übergegangen. Die Serienfertigung der meisten Modellvarianten lief bis 1965, der Krankenwagen UAZ-450A wurde noch bis 1966 gebaut. Insgesamt entstanden 55.319 Fahrzeuge aller Modellvarianten, bevor die Produktion endgültig auf den Nachfolger UAZ-452 umgestellt wurde. Bereits seit 1961 wurden mit dem UAZ-451 zudem Fahrzeuge gebaut die lediglich Hinterradantrieb haben. Sie haben Merkmale des UAZ-450 und später der Nachfolgegeneration.
Der UAZ-450 ist ein sehr einfach konstruiertes Fahrzeug. Es kommt mit 1026 Bauteilen und Baugruppen aus, davon entfallen 491 auf das Fahrgestell und 535 auf die Karosserie. Bei einem modernen Automobil beträgt die Stückzahl etwa 5000 bis 7000.
Bereits bei der Erprobung erhielt der UAZ-450 von den Arbeitern den Spitznamen Buchanka (russisch Буханка), angelehnt an das typische russische Kastenbrot.

## Modellvarianten
Vom UAZ-450 gab es unterschiedliche Ausführungen, die sich hauptsächlich durch die Ausstattung bzw. den Aufbau unterschieden.
- UAZ-450 – Grundversion als geschlossener Kastenwagen, gebaut von April 1958 bis Dezember 1965.
- UAZ-450A – Version als Krankenwagen. Insbesondere für die Sowjetarmee gebaut, jedoch auch in geringen Stückzahlen nach Syrien, Indonesien und Albanien exportiert. Gebaut von 1958 bis 1966 und damit auch das letzte Modell der UAZ-450-Fahrzeugfamilie, das aus der Produktion genommen wurde.[1]
- UAZ-450B – Kleinbus mit Fenstern und spezieller Innenausstattung. Der Kleinbus war als Stabsfahrzeug für höhere Offiziere der Sowjetarmee gedacht und enthielt einen Tisch, ein Funkgerät, zwei Klappbetten und einen Stahlschrank. Ursprünglich nur ein Prototyp gebaut, später wurden auf Basis des UAZ-450 und des UAZ-450A einige wenige Exemplare für die Armee gebaut.
- UAZ-450W – Kleinbus mit 8 + 1 Sitzplätzen, ringsum verglast. Gebaut von 1958 bis 1965, Nachfolger wurde der UAZ-452W.
- UAZ-450D – Pritschenwagen für 800 kg Nutzlast, gebaut von 1958 bis 1965.
- UAZ-450I – Prototyp eines Lieferwagens für warme Speisen, um Feldarbeiter zu versorgen. Das Fahrzeug wurde 1963 gebaut und anschließend mitsamt Dokumentation dem Auftraggeber, einem staatlichen Kolchos, übergeben.
- UAZ-450IO-1 und UAZ-450IO-2 – Prototypen für landwirtschaftliche Zwecke.
- UAZ-450P – Prototyp einer Sattelzugmaschine mit passendem Auflieger UAZ-752.[5]
- UAZ-450EM – Auf Basis des UAZ-450 und UAZ-450A entwickeltes Elektrofahrzeug. Gefertigt ab 1959 diente es insbesondere auf Flughäfen. Auch auf Basis späterer Modelle baute UAZ solche Fahrzeuge.[6]

## Technische Daten
Für die Serienfahrzeuge vom Typ UAZ-450D (Pritschenwagen), soweit nicht anders gekennzeichnet.
- Motor: wassergekühlter Vierzylinder-Reihen-Ottomotor, Viertakt
- Motortyp: „UAZ-450“
- Leistung: 62 PS (46 kW) bei 3800 min−1
- Ventilsteuerung: Seitenventiler
- Gemischaufbereitung: Vergaser, Typ K-22Sch
- Hubraum: 2430 cm³
- Bohrung: 88,0 mm
- Hub: 100,0 mm
- maximales Drehmoment: 149 Nm bei 2000 min−1
- Zündfolge: 1–2–4–3
- Verdichtung: 6,6:1
- Treibstoff: Benzin, mindestens 72 Oktan
- Tankinhalt: 56 l
- Kupplung: Einscheiben-Trockenkupplung
- Getriebe: mechanisches Dreiganggetriebe mit Rückwärtsgang, 2. und 3. Gang synchronisiert
- Untersetzungsgetriebe: mechanisch, zweistufig
- Höchstgeschwindigkeit: 90 km/h
- Bordspannung: 12 V
- Lichtmaschine: 12 V, 18 A
- Anlasser: Typ ST20, 1,2 PS Leistung
- Antriebsformel: 4×4

Abmessungen und Gewichte
- Länge: 4405 mm
- Breite: 2040 mm
- Höhe: 2070 mm
- Radstand: 2300 mm
- Spurweite vorne und hinten: 1436 mm
- Höhe der Ladekante: 1080 mm
- Abmessungen Pritsche (innen, L×B×H): 2600 × 1870 × 420 mm
- Bodenfreiheit: 220 mm
- Wendekreis: 13,8 m
- Reifengröße: 8,40–15″
- Leergewicht: 1700 kg
- Zuladung: 800 kg (Pritsche) oder 750 kg (als Kastenwagen) + je 150 kg (im Fahrerhaus)
- zulässiges Gesamtgewicht: 2650 kg
- Achslast vorne: 1210 kg
- Achslast hinten: 1440 kg
- Anhängelast: 850 kg